# James Westcott
James Diament Westcott, född 10 maj 1802 i Alexandria, District of Columbia (numera i Virginia), död 19 januari 1880 i Montréal, Québec, var en amerikansk demokratisk politiker och advokat. Han representerade delstaten Florida i USA:s senat 1845-1849.
Westcott gifte sig 1821 med Rebecca Bacon Sibley. Han studerade juridik och inledde 1824 sin karriär som advokat. Thomas Baltzell utmanade honom 1832 till en duell. De båda advokaterna möttes nära gränsen mellan Floridaterritoriet och Alabama. Baltzell undkom oskadd medan Westcott sårades lindrigt. Baltzell blev senare chefsdomare i Floridas högsta domstol.
När Florida 1845 blev delstat, valdes Westcott och David Levy till de två första senatorerna. Efter en lottning avgjordes att Levy fick den sexåriga mandatperioden, medan Westcott fick en fyraårig mandatperiod i och med att mandatperioderna i klass tre gällde fram till 1849. Westcott kandiderade inte till omval och han efterträddes av Jackson Morton.
Westcott flyttade 1850 till New York och fortsatte sin karriär som advokat där. Han flyttade 1862 till Kanada. Westcotts grav finns på Old City Cemetery i Tallahassee.